# سهرل
سُهرُل ؛ سهرول هي قرية في مقاطعة شبستر، إيران. عدد سكان هذه القرية هو 209 في سنة 2006.

## المعالم الآثرية
- كنيسة سهرقة